# Jan Kanty Bartnik
Jan Kanty Bartnik OFM (ur. 5 sierpnia 1934 w Biedaczowie, zm. 28 grudnia 2004 w Przeworsku) – polski duchowny katolicki, bernardyn.

## Życiorys
Urodził się 5 sierpnia 1934 w Biedaczowie k. Żołyni. 28 sierpnia 1950 wstąpił do nowicjatu Zakonu Bernardynów. 29 sierpnia 1951 złożył pierwszą profesję zakonną. Ukończył Wyższe Seminarium Duchowne oo. Bernardynów w Kalwarii Zebrzydowskiej. 3 maja 1959 przyjął święcenia kapłańskie poprzedzone złożeniem wieczystych ślubów zakonnych 17 marca 1957.
W 1959 objął funkcję wikariusza, a w 1960 syndyka klasztoru w Kalwarii Zebrzydowskiej, którą pełnił do 1963. W latach 1963–1966 był wikarym w klasztorze w Opatowie. W 1966 mianowany gwardianem tego klasztoru. W 1969 objął funkcję ekonoma w Wyższym Seminarium Duchownym oo. Bernardynów w Kalwarii Zebrzydowskiej, którą pełnił do 1975. W czasie wizytacji prowincji w 1975 był sekretarzem wizytatora generalnego.
W latach 1975–1981 był gwardianem i ekonomem klasztoru rzeszowskiego oraz proboszczem Parafii Wniebowzięcia Najświętszej Maryi Panny w Rzeszowie. W 1981 przestał być gwardianem klasztoru, pełniąc nadal funkcję proboszcza do 1984. Zainicjował w klasztorze prace remontowo-budowlane, rozszerzenie zaplecza gospodarczego, przygotowanie sal duszpasterskich. W latach 1982–1984 współorganizował Komitet Pomocy Internowanym, Aresztowanym i Potrzebującym Pomocy. Organizacja obejmowała opieką działaczy z całej diecezji przemyskiej: internowanych, więzionych, prześladowanych, zwolnionych z pracy.
Następnie przełożeni skierowali go do Przeworska, gdzie w latach 1984–1993 był gwardianem i ekonomem klasztoru oraz proboszczem Parafii św. Barbary w Przeworsku. Przeprowadził w konwencie przeworskim prace remontowe - wymieniono w klasztorze stropy i więźbę dachową oraz pokryto klasztor blachą miedzianą. 1 stycznia 1987 mianowany dziekanem dekanatu Przeworsk Wschodni oraz wizytatorem religii na jego terenie. Został również członkiem Rady Kapłańskiej Archidiecezji Przemyskiej.
Zainicjował budowę klasztoru bernardyńskiego w Żurawiczkach. W 1993 został pierwszym gwardianem klasztoru i proboszczem Parafii Matki Bożej Różańcowej w Żurawiczkach. W 1999 powrócił do Przeworska, posługiwał jako spowiednik i kaznodzieja. W 2000 zakończył pełnienie funkcji dziekana. Stracił przytomność, przygotowując się do odprawienia Mszy 26 grudnia 2004. Zmarł dwa dni później w przeworskim Szpitalu Rejonowym.